# جمعية تشاد الوطنية
جمعية تشاد الوطنية (بالإنجليزية: National Assembly)‏  هي الهيئة التشريعية في تشاد، وتتكون من 188 مقعداً.

## التاريخ التشريعي
كان لدى تشاد الاستعمارية أربع جمعيات من عام 1947 إلى عام 1959. وكانت هذه الجمعيات هي المجلس التمثيلي (1947) والجمعيات الإقليمية والتشريعية في أعوام 1952 و1957 و1959.
ضمّ المجلس التمثيلي، من عام 1947 إلى عام 1952، ثلاثين عضوًا يُنتخبون لمدة خمس سنوات. وكان يتمتع بصلاحيات إدارية ومالية. وضمّ أعضاءً من أصل فرنسي وأفريقي أبيض. وكان رئيساه ألبرت بلانشارد من عام 1947 إلى عام 1951، وويليام تاردو من عام 1951 إلى عام 1952.
ضمت الجمعية الإقليمية 45 عضوًا، انتُخبوا لأول مرة في مارس/آذار 1952. توزع الأعضاء على اليمين المحافظ (الاتحاد الديمقراطي - الجبهة الوطنية الرواندية) واليسار التقدمي (حزب الشعب التقدمي/حزب التجمع الديمقراطي التشادي والحزب الاشتراكي المستقل التشادي). ترأس الجمعية ويليام تاردريو من عام 1952 إلى عام 1957، وتولى ساهولبا غونتشميه رئاسة الجمعية من عام 1957 إلى عام 1959. وعيّنت الجمعية أول مجلس حاكم لتشاد في مايو/أيار 1957.
تأسست الجمعية التشريعية أحادية المجلس في 31 مايو 1959، وكانت الجمعية الوطنية أحادية المجلس هي الهيئة التشريعية في ظل الحكم المدني الاستبدادي لفرنسوا تومبالباي من عام 1960 إلى عام 1975. وتم إلغاء نظام التعددية الحزبية في يناير 1962.
شهدت تشاد مجالس استشارية مؤقتة من عام 1975 إلى عام 1993 في ظل الحكم العسكري. وكانت هذه المجالس هي المجلس الوطني للاتحاد (1978)، والمجلس الوطني الاستشاري (1982)، والمجلس المؤقت للجمهورية (1991).
كان للمجلس الانتقالي الأعلى سلطات تشريعية من عام 1993 إلى عام 1997، حتى حلت الجمعية الوطنية المنتخبة محله في عام 1997. ارتفع عدد الأعضاء في الجمعية الوطنية من 125 في عام 1997 إلى 155 في عام 2002 و188 في عام 2011. في 20 أبريل 2021، بعد مقتل الرئيس إدريس ديبي، تم حل الجمعية الوطنية وتولى مهامها المجلس العسكري الانتقالي، وهو مجلس عسكري بقيادة نجل ديبي. تم استبدال الجمعية الوطنية بالحكم العسكري في عام 2021. تم تشكيل المجلس الوطني الانتقالي في أكتوبر 2021.
في عام 2024، ينص الدستور الجديد لتشاد على إنشاء هيئة تشريعية ثنائية المجلس تتألف من مجلس الشيوخ والجمعية الوطنية. حلت الجمعية الوطنية المنتخبة حديثًا محل المجلس الوطني الانتقالي في فبراير 2025.